# Carlos Marchena
Carlos Marchena López (ur. 31 lipca 1979 w Sewilli) – hiszpański piłkarz grający na pozycji obrońcy, wielokrotny reprezentant Hiszpanii, z którą zdobył m.in. Mistrzostwo Europy i Mistrzostwo Świata.
19 stycznia 2016 zakończył karierę zawodniczą.

## Kariera klubowa
Carlos Marchena karierę rozpoczął w Sevilli. Mimo młodego wieku, stał się podstawowym obrońcą ówczesnego zespołu Segunda División. W sezonie 1999/2000 przeniósł się do Lizbony, by grać w tamtejszej Benfice. Równie szybko stał się tam jednym z podstawowych graczy i już rok później został sprowadzony do Valencii.
W tym czasie stoperami Valencii byli Roberto Ayala oraz Mauricio Pellegrino. Marchena rywalizował z nimi o miejsce w składzie i rozegrał 16 spotkań. Przyczynił się także do zdobycia przez Valencię mistrzostwa Hiszpanii, które ostatni raz klub ten zdobył w 1971 roku. W następnym sezonie Marchena grał częściej. Zadebiutował także w rozgrywkach Ligi Mistrzów.
W sezonie 2003/2004 rozegrał 31 meczów w lidze i 8 w europejskich pucharach, a Valencia zdobyła dublet składający się z mistrzostwa Hiszpanii i Pucharu UEFA. W sezonach 2005/2006 i 2006/2007 grywał często, jednak nie regularnie – przegrywał rywalizację o miejsce w pierwszej jedenastce z Roberto Ayalą oraz Raulem Albiolem. Sytuacja uległa zmianie w kolejnym sezonie, kiedy zespół z Estadio Mestalla opuścił Ayala. Marchena zastąpił go i szybko stał się podstawowym obrońcą klubu Quique Floresa, później Ronalda Koemana i Unaia Emery’ego. 1 sierpnia 2010 roku przeszedł do drużyny Villarreal CF. W 2012 roku po spadku Villarrealu do Segunda División przeszedł do Deportivo La Coruña.

## Kariera reprezentacyjna
W 1999 roku Marchena uczestniczył w młodzieżowych Mistrzostwach Świata, a rok później zdobył srebrny medal na Igrzyskach Olimpijskich w Sydney. W dorosłej reprezentacji zadebiutował w sierpniu 2002 roku w meczu z Węgrami. Pojechał na ME w 2004 roku i MŚ w 2006 roku. W 2008 roku na Mistrzostwach Europy w Austrii i Szwajcarii wraz z Carlesem Puyolem tworzył duet stoperów zwycięskiej reprezentacji Hiszpanii. Następnym sukcesem było wywalczenie w 2010 roku Mistrzostwa Świata. Marchena ustanowił rekord w ilości kolejnych spotkań swojej reprezentacji bez porażki – od 2004 roku Hiszpania nie przegrała kolejnych 54 spotkań, w których wziął udział.

## Sukcesy

### Klubowe
- Valencia CF
  - Mistrzostwo Hiszpanii (2) – 2002, 2004
  - Puchar Króla (1) – 2008
  - Puchar UEFA (1) – 2004
  - Superpuchar Europy (1) – 2004
- Hiszpania
  - Mistrzostwo Świata U-20 (1) – 1999
  - Srebrny medal Igrzysk Olimpijskich (1) – 2000
  - Mistrzostwo Europy (1) – 2008
  - Mistrzostwo Świata (1) – 2010
  - 3. miejsce w Pucharze Konfederacji (1) – 2009

### Indywidualne
- Drużyna turnieju Euro 2008[4]